# 星歌戀曲
《星歌戀曲》是日本少女漫畫家高屋奈月所創作的漫畫。

## 概要
原作從2007年開始在白泉社的《花與夢》（花とゆめ）雜誌連載。單行本全11冊。

## 故事簡介
椎名朔夜只看著夜空，就能感到星星在唱歌。她被父親拋棄，與陶匠的堂哥，宮古奏一起生活。但是奏幾乎沒有收入，靠著朔夜的打工生存。周圍的人把奏當作沒用的男人,不過，那樣的「誤解」，不能被理解自己被奏支撐的幸福的令朔夜著急苦惱。
有一天，迎接了自己生日的朔夜回家，未見過的少年與奏一起祝福了生日。少年叫作葵千廣。他對朔夜，說了「妳很努力喔!」。後來，朔夜決定尋找剩下冷冷清清的笑容回去的千廣。終於發現的千廣被認為是「厭惡」瞬間，朔夜發現不知不覺地變得喜歡他。

## 登場人物
椎名 朔夜/椎名 咲野（声：戶松遙）
星空觀賞同好會(星觀)的會長(部長)。被父親拋棄，目前與表哥宮古奏共同生活的高中生。
認為被星星支撐。起初只是單純喜歡看星星，不過慢慢開始學星座與星星的名稱與代表涵意。喜歡的星是長蛇星座的二等星「arufarudo」(用阿拉伯語「孤獨的東西」的意義)。
原以為只要當個好孩子就能讓雙親不再爭吵，在雙親離婚時被父母互相推拒，心靈上因此而受傷，最後與父親同住。父親再婚後，極力對繼母示好並努力當個好孩子，然而繼母從未接受過，父親也始終無法理解她的心意，於是便將她送到鄉下的漁村生活，只願支付生活費不希望她回家打擾再婚的生活。
雖然父親支付生活費，但在村上優里的哥哥村上優人經營的酒店(單純賣酒的商店)打工，用那些收入貼補生活。
內向不善言詞，一緊張就會說不出話，所以朋友不多，和優里初識時也因此被優里誤解，但後來成為很好的朋友。很努力讀書，但學校的成績還是不太理想。生日當天在家中誤以為千廣是奏的朋友，因為千廣的一句「妳很努力。」而喜歡上千廣，但第二次見到千廣卻被千廣討厭，後來千廣轉學成為朔夜的同班同學，慢慢瞭解彼此的過去，目前朝兩情相悅的階段發展中。
葵 千廣（葵 千広（あおい ちひろ））
朔夜的生日時，突然出現在朔夜家門前的少年。被奏的誤解是朔夜的男友而一起祝福朔夜的生日。分別時對朔夜說「妳很努力。」，但第二次重逢時卻對朔夜說討厭她。
原本與母親相依為命，但因為同學「天宮櫻」的事在心理累積許多壓力，某天母親不告而別，接受舅舅(母親的弟弟)的提議，轉學到漁村的學校完成高中學業，轉學後成為朔夜的同班同學。
宮古 奏（みやこ かなで）
朔夜的堂哥。是陶瓷師傅，但大部分沒有收入。朔夜的父母拜託奏照顧朔夜。非常疼愛、守護著朔夜。
周圍的人覺得奏是個不能依靠的男人。
本條 聖（本条 聖（ほんじょう ひじり））
朔夜和村上優里(後述)班上的班長。星空欣賞同好會的成員，地主的獨生女。比誰都疼愛朔夜，能快速地察覺她的變化並幫助她。
講話非常毒舌。對星空欣賞同好會的顧問同時是班級導師的久谷靜(後述)抱著戀慕之心。
村上 優里（むらかみ ゆうり）
星空欣賞同好會的成員。
浮沉激烈的性格，粗魯。身材矮小，不過，像蜘蛛人一般從窗戸上學等顯示出他的運動神經很好，常常被找去當比賽的打手。非常討厭被像孩子一般對待。
父母已經逝世，祖母和哥哥三人生活著。
由於跌倒了的同時，不小心推倒了朔夜，那時開始知道自己對朔夜的心意。
把宮古奏「ダメ男」招呼著。
村上 優人（むらかみ ゆうと）
村上優里的哥哥，作為朔夜的打工處的酒店的店長。疼愛優里，但曾責備他一次。對朔夜很和善，但對不打算工作的奏沒有好臉色，每次見面都催奏去工作。
沙己（さき）
為服侍本條家的男性，負責照顧本條聖。對聖非常好，但該注意的地方還是會直接講出來。樂天的性格，與朔夜他們也接觸良好。觀察力豐富，優里對朔夜有好感的事也早就注意到了。依照聖的命令，曾調查過葵千廣的過去。
久谷 靜（久谷 静（くたに しずか））
朔夜他們的班級導師，擔任星空欣賞同好會顧問的教師。從本條聖被告訴了戀慕之情的時候，為「還是孩子」事先說好了。有正在交往的女性，會在假日改變髮型。知道朔夜的情況，常表現出擔心。視力不好。
天宮 櫻（天宮 桜（あまみや さくら））
千廣前一所學校的女同學。因為父親有家暴傾向，內向不擅與人相處，在學校受到欺負的時候與千廣相識，此後與千廣成為好友，然而對生命的意義感到疑惑，某天，父親再度動手打她之後，櫻在校園中的櫻花樹上吊自殺，雖然母親與千廣趕到救回一命，但從此陷入昏迷，再沒有醒來過。
葵 悠一（あおい ゆういち）
葵千廣的舅父(千廣母親的弟弟)。已婚，但沒有小孩，與妻子同住，個性寬容、開朗、喜愛衝浪。當千廣的母親失蹤後，考量千廣在天宮櫻事件後鬱鬱寡歡，提議讓千廣到自己在海邊的家寄住並完成高中學業。原本暗中擔心千廣的狀況，後來對千廣結交朋友之後，為他事感到高興。